# Elange
Ne doit pas être confondu avec Ellange, Hellange ou Ehlange.
Elange, également orthographié Élange, est un village situé dans la commune française de Thionville et le département de la Moselle en région Grand Est. De 1790 à 1811, Elange est une commune indépendante.
Ses habitants sont appelés les Elangeois en français et les Ielénger en platt.  D'autre part, les villages de Veymerange et Elange représentent un total de 3 661 habitants en 2012.

## Géographie
Elange est un village du pays thionvillois, situé à 5 km de Thionville et à 30 km de Metz.

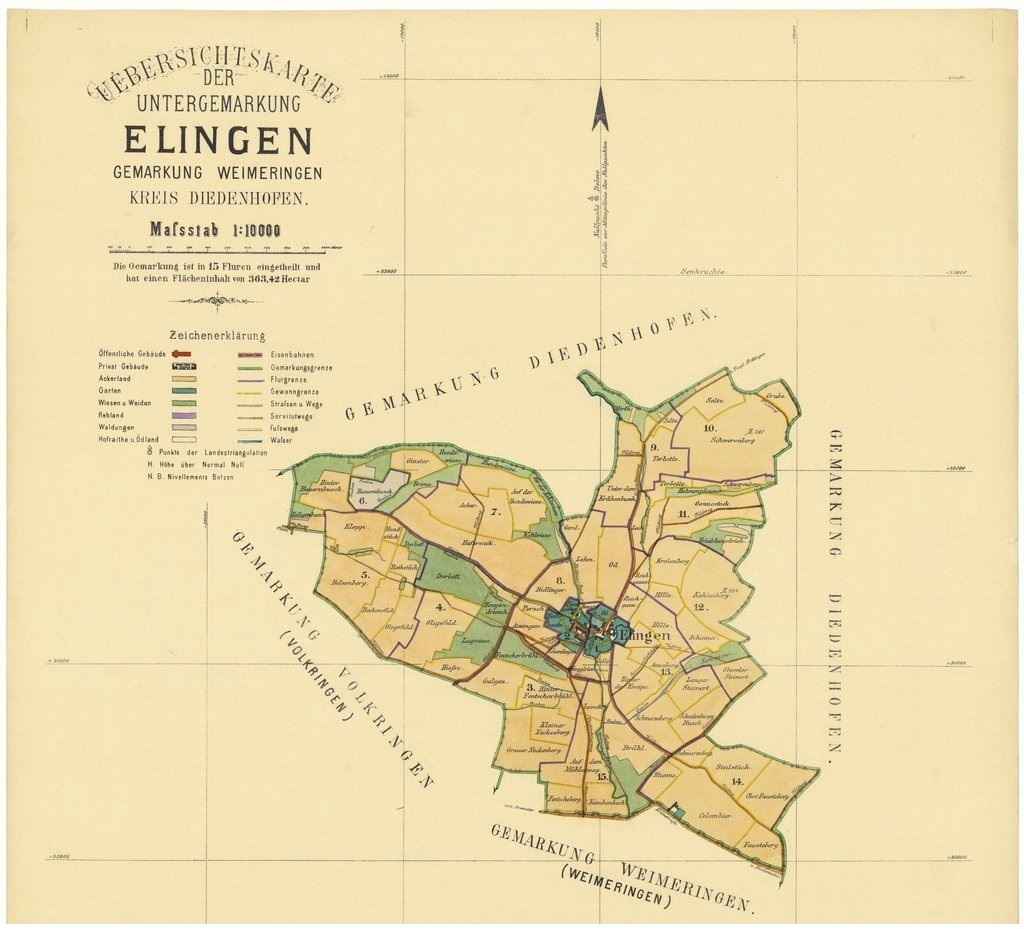
Plan cadastral d'Elange en 1893.

## Toponymie
En francique lorrain : Ielénge et Eeléngen. En allemand : Elingen et Ellingen.

### Mentions anciennes
Elanges (1275), Elenga (1306), Eilanges (1315), Helledange (1322), Heledange (1426), Ellingen (1681), Ellange (1697), Helange (carte de Cassini), Elange (1793), Helange (1801), Elingen écrit Elange (1863).

### Étymologie
D'après M. Graff, le toponyme Elange est dérivé du nom propre germanique Elling, sachant que -ange est une francisation de -ing.

## Histoire
Village du marquisat de Rodemack et siège d’une haute justice en 1681. Il y avait aussi à Elange une cense franche dépendant de la seigneurie de la Grange en 1706. Cet endroit a également dépendu du bailliage de Thionville.
Elange a été rattaché à Veymerange par un décret du 28 décembre 1811. 
Grâce à la construction du lotissement du Breuil, dans les années 1980, des quartiers EDF, du Pré-Seigneurial et du lotissement « L'Orée du Bois », Elange a pris un essor important et dispose d’un centre historique autour de la chapelle Saint-Isidore (1727) et d’un petit pôle commercial de quartier et de santé qui lui a redonné vie.

## Population et société

### Démographie
| 1793 | 1800 | 1806 |
| ---- | ---- | ---- |
| 136  | 120  | 144  |

En 1817, la population est de 143 individus répartis dans 27 maisons et en 1844, il y a 124 personnes réparties dans 27 maisons.

### Enseignement
École primaire d'Elange Les Semailles.

### Loisirs
Parcours de santé dans la forêt d'Elange.

## Économie
En 1817, ce village a un territoire productif de 337 hectares dont 2 en bois.

## Culture locale et patrimoine

### Sobriquets
Cette localité se réduisait autrefois à quelques fermes autour de la chapelle, c'est pourquoi elle était surnommée : Dat aarmt duerf (le pauvre village).
Concernant ses habitants, on disait : d'Ielénger brakunieë (les braconniers d'Elange), les Elangeois étaient supposés si pauvres, qu'on les soupçonnait de braconner dans les forêts autour de Thionville.

### Lieux et monuments
- Chapelle Saint-Isidore, du XVIIIe et XIXe siècles, incluant des fenêtres plus anciennes
- Bildstock du XVIe siècle, en pierre de Jaumont ; à côté de la chapelle[13]
- Croix du Colombier de 1681, restaurée deux fois (1811 et 1926), érigée par Jean Naice et Jeanne Somnio ; impasse de la Volière[13]
- Croix Hépich du XVIIe siècle, érigée en hommage à l'abbé Schmidt ; dans la forêt d'Elange[13]